# Towarzystwo satelitów łącznościowych

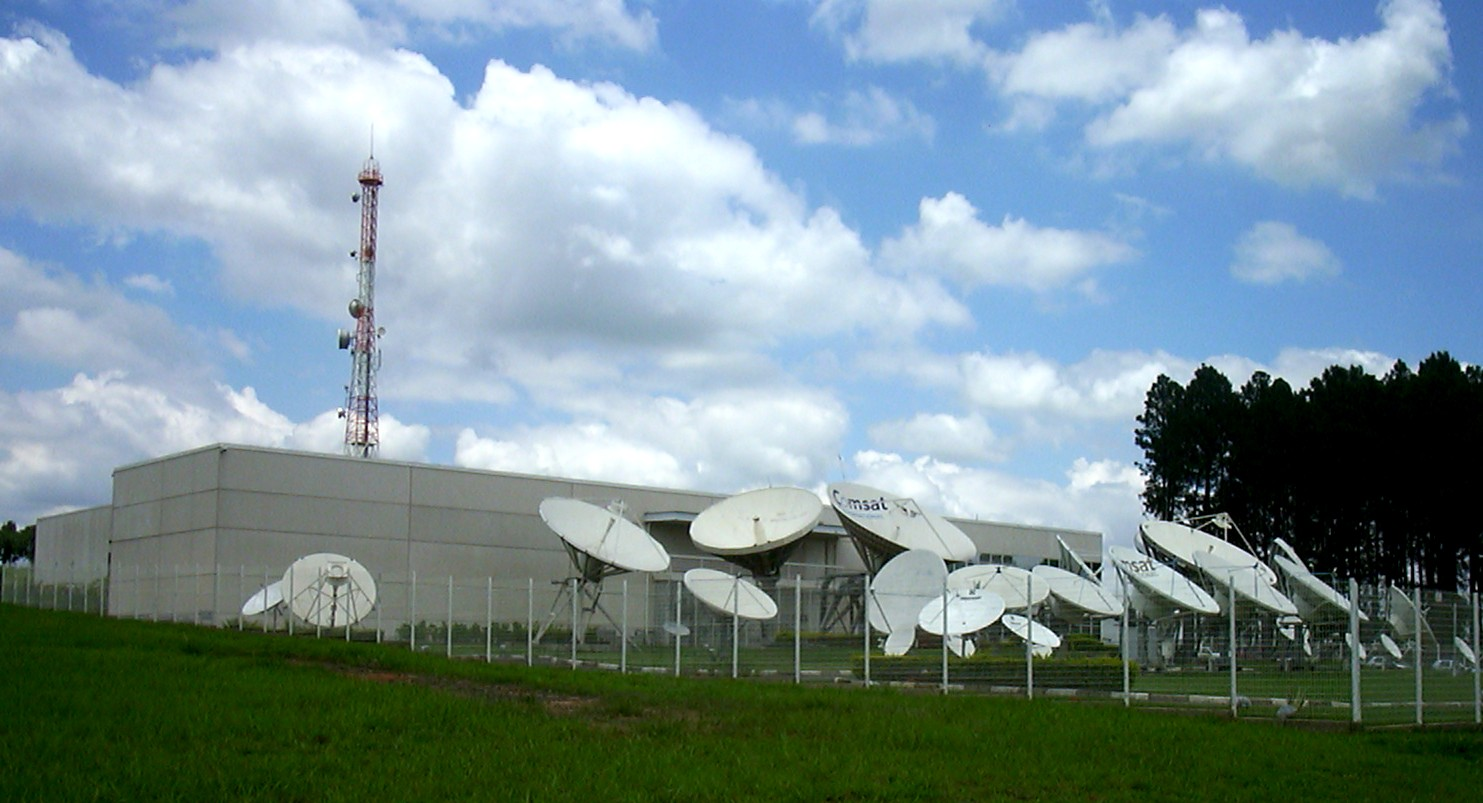
Ośrodek firmy COMSAT w Brazylii, niedaleko Campinas

Towarzystwo satelitów łącznościowych COMSAT – ang. Communications Satellite Corporation – przedsiębiorstwo telekomunikacyjne i operator satelitarny o zasięgu ogólnoświatowym, założona w USA w lutym 1963. Pierwsze przedsiębiorstwo satelitów telekomunikacyjnych oparte na zasadach komercjalnych. W 1964 brało udział w założeniu organizacji Intelsat. Obecnie ma oddziały w Brazylii, Argentynie, Kolumbii, Meksyku, Peru, Wenezueli, oraz innych krajach obu Ameryk. Obecne jest także w Turcji.